# Miriam Cahn

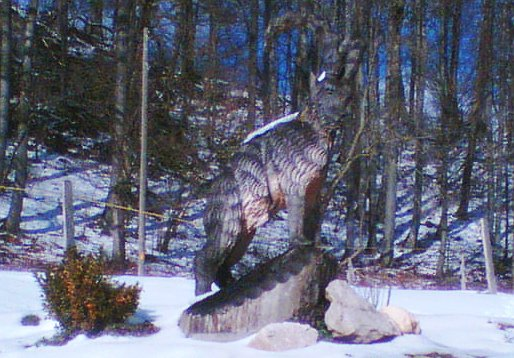
Miriam Cahn, Brutalitätenskulptur, 2007/08

Miriam Cahn (Basilea, 21 de julio de 1949) es una  pintora suiza que trabaja con diferentes medios, principalmente la pintura y el dibujo. Las figuras femeninas protagonizan su temática, siendo el cuerpo, el espacio y el tiempo lo que domina su amplio repertorio artístico. Es una mujer concienciada con los problemas de su tiempo, tales como la violencia, las guerras y la muerte.

## Formación
Cahn estudió en la Schule für Gestaltung Basel de Basilea de 1968 a 1975.

## Obra
Las pinturas y los dibujos de Cahn incorporan temas como el feminismo y rituales sobre la mujer, destacando su idea de que lo personal es político. Crea representaciones violentas e impresionantes imágenes de órganos sexuales" realizados con métodos no ortodoxos. La primera exposición celebrada en el año 1979 llevaba como título Being a Women in My Public Role ("Ser una mujer en mi rol público"). Su primera exposición en los Estados Unidos fue en la Elizabeth Dee Gallery de Nueva York en el año 2011. El trabajo de Cahn ha sido influido por el movimiento neoexpresionista. 

En el año 2019 realiza una extensa exposición monográfica en el Museo Nacional Centro de Arte Reina Sofía de Madrid con el título "Miriam Cahn, todo es igualmente importante". En esta exposición se pudieron ver desde sus primeras pinturas femeninas, pasando por la etapa puramente pictórica, hasta la construcción de murales de gran formato que ocupan algunas de las grandes salas del museo. En palabras de la propia Cahnː 
«cada dibujo, cada apunte, cada movimiento, cada gesto es igual de importante que el resto. Desde los pequeños dibujos hasta los trabajos más grandes; un árbol es igual de importante que una bomba atómica, los pensamientos igual de importantes que los sentimientos».

## Colecciones
- - Being a Woman is My Public Role. 1979.
  - Classical Love. 1983.[8]
  - Wild Love. 1984.[8]
  - Relations. 1989/90.[8]
  - Schlafen. 1997.[9]
  - Räumlichich. 2010-11.[9]

## Exposiciones

### Exposiciones individuales
- Stampa, Basel, 1977, 1979, 1981
- Wach Raum 1, Konrad Fischer, Zúrich, 1982
- Das Klassische Lieben, Kunsthalle Basel, 1983
- Das Klassische Lieben, Musée la Chaux-de-Fonds, 1984
- Das Klassische Lieben, Galerie Grita Insam, Viena, 1984
- Das Klassische Lieben, Stampa, Basel, 1984
- Strategische Orte, Kunsthalle Baden-Baden, y Kunstmuseum, Bonn, 1985
- Strategische Orte, Elisabeth Kaufmann, Zúrich, 1985
- Strategische Orte, DAAD, Berlín, 1986
- Strategische Orte, Stampa, Basel, 1986
- Lesen En Staub/Strategische Orte, Galerie Schmela, Düsseldorf, 1987
- Centro Culturel Suisse, París, 1987
- Galerie Vorsetzen, Hamberg, 1987
- Stampa, Basel, 1987
- Elisabeth Kaufmann, Zúrich, 1988
- Van de Loo, Múnich, 1988
- Lesen En Staub,  Gemeentemuseum, Arnhem, 1988
- Lesen En Staub, Haus soy Waldsee, Berlín, 1988
- Lesen En Staub/Weibliche Monate, Kunstverein Hannover, 1988
- Musée Rath, Ginebra, 1988
- Verwandschaften, Stampa, Basel, 1990
- Verwandschaften, Fráncfort de Arte, 1990
- Verwandschaften, Cornerhouse, Mánchester, 1990
- Verwandschaften, Galerie Espace, Ámsterdam, 1991
- Nachkrieg-Vorkrieg (Era Fehlt), Stampe, Basel, 1992
- Museo für Moderne Kunst, Fráncfort del Meno, 1992, 1995
- Sarajevo, Stampa, Basel, 1993
- Stampa, Basel, 1994
- Museo Centro de Arte Reina Sofía de Madrid 2019[10]
- Retrospectiva en el Palais de Tokyo de París en el año 2023.[11]

### Selección de exposiciones colectivas
- - Feministische Kunst International, Frauenzimmer, Basel, 1979
  - Documenta, Kassel, Alemania, 1982
  - Museum of Modern Art, Nueva York, 1984
  - Crosscurrents in Swiss Art, Serpentine Gallery, Londres, 1984
  - Biennial, Sydney, 1986
  - Triennal de Dibuix, Fundació Joan Miró, Barcelona, 1989
  - Zur Sache Selbst, Künstlerinnen des 20. Jahrhunderts Museum, Wiesbaden, 1990
  - Centre d'Art Contemporian, Ginebra, 1994
  - From Beyond the Pale, Irish Museum of Modern Art, Dublín, 1994
  - Where Is Abel, Thy Brother? National Gallery of Contemporary Art Zacheta, Varsovia,[12] 1995
  - documenta 14, Athens, Greece and Kassel, Germany, 2017[13] Feministische Kunst Internacional, Frauenzimmer, Basel, 1979
- Documenta, Kassel, Alemania, 1982
- Museo de Arte Moderno, Nueva York, 1984
- Crosscurrents En Arte suizo, Galería de Serpentina, Londres, 1984
- Bienal, Sydney, 1986
- Triennal de Dibuix, Fundació Joan Miró, Barcelona, 1989
- Zur Sache Selbst, Künstlerinnen des 20. Jahrhunderts Museo, Wiesbaden, 1990
- Centro d'Arte Contemporian, Geneva, 1994
- De Allende el Museo Pálido, irlandés de Arte Moderno, Dublín, 1994
- Dónde Es Abel, Thy Hermano? Galería nacional de Arte Contemporáneo Zacheta, Varsovia, 1995[14]
- documenta 14, Atenas, Grecia y Kassel, Alemania, 2017[15]

## Otros textos
- Schmetterling, Astrid. "Cahn, Miriam." In Grove Art Online. Oxford Art Online, (accessed 18 de febrero de 2012; subscription required).Schmetterling, Astrid. "Cahn, Miriam." En Grove el arte On-line. Oxford El arte On-line, (febrero accedido 18, 2012; la suscripción requerida).